# December (álbum)
December é o quarto álbum do pianista americano George Winston. Foi lançado em 1982. Foi re-lançado em uma versão de aniversário com duas faixas bônus: "A Christmas Song" ("Uma Canção de Natal") e "Sleep Baby Mine" ("Durma Meu Amor").
| Críticas profissionais                                                      | Críticas profissionais |
| Avaliações da crítica                                                       | Avaliações da crítica  |
| Fonte                                                                       | Avaliação              |
| --------------------------------------------------------------------------- | ---------------------- |
| Allmusic                                                                    | [ 1 ]                  |
| Esta tabela precisa de ser acompanhada por texto em prosa. Consulte o guia. |                        |

## Faixas
| N.º | Título                                                                                  | Música                              | Duração |  |
| 1.  | "Thanksgiving" (Agradecimento)                                                          | George Winston                      | 4:04    |  |
| 2.  | "Jesus, Jesus, Rest Your Head" (Jesus, Jesus, Descanse Sua Cabeça)                      | John Jacob Niles                    | 2:40    |  |
| 3.  | "Joy" (Alegria)                                                                         | David Qualey, de J. S. Bach         | 3:13    |  |
| 4.  | "Prelude" (Prelúdio)                                                                    | George Winston                      | 1:16    |  |
| 5.  | "Carol of the Bells" (Blues da Brenda)                                                  | George Winston, de M. D. Leontovych | 3:56    |  |
| 6.  | "Night, Part One: Snow" (Noite, Parte Um: Neve)                                         | George Winston                      | 1:51    |  |
| 7.  | "Night, Part Two: Midnight" (Noite, Parte Dois: Meia-Noite)                             | George Winston                      | 1:56    |  |
| 8.  | "Night, Part Three: Minstrels" (Noite, Parte Três: Menestrel)                           | Malcolm Danglish                    | 2:00    |  |
| 9.  | "Variations on the Kanon by Johann Pachelbel" (Variações no Canon por Johann Pachelbel) | Johann Pachelbel                    | 5:21    |  |
| 10. | "The Holly and the Ivy" (O Ilex e a Hera)                                               | George Winston, música traditional  | 4:52    |  |
| 11. | "Some Children See Him" (Algumas Crianças o Vêem)                                       | Alfred Burt                         | 3:43    |  |
| 12. | "Peace" (Paz)                                                                           | George Winston                      | 4:02    |  |